# Паскаль Бодмер
Паскаль Бодмер  (* 4 січня 1991) — німецький стрибун на лижах з трампліна.